# Coro de la Catedral de Comayagua
El Coro de la Catedral de Comayagua fue un elemento arquitectónico construido en siglo XVIII situado en la Catedral de la Inmaculada Concepción en la ciudad de Comayagua, Honduras. La demolición del Coro es un ejemplo de los varios procesos de reconstrucción y remodelación que ha tenido la catedral a lo largo de los años. Es probable que este haya sido el único Coro completo y al estilo europeo en toda Honduras y uno de los muy pocos existentes en Centroamérica además de los encontrados en Antigua Guatemala y León Nicaragua.

## Historia

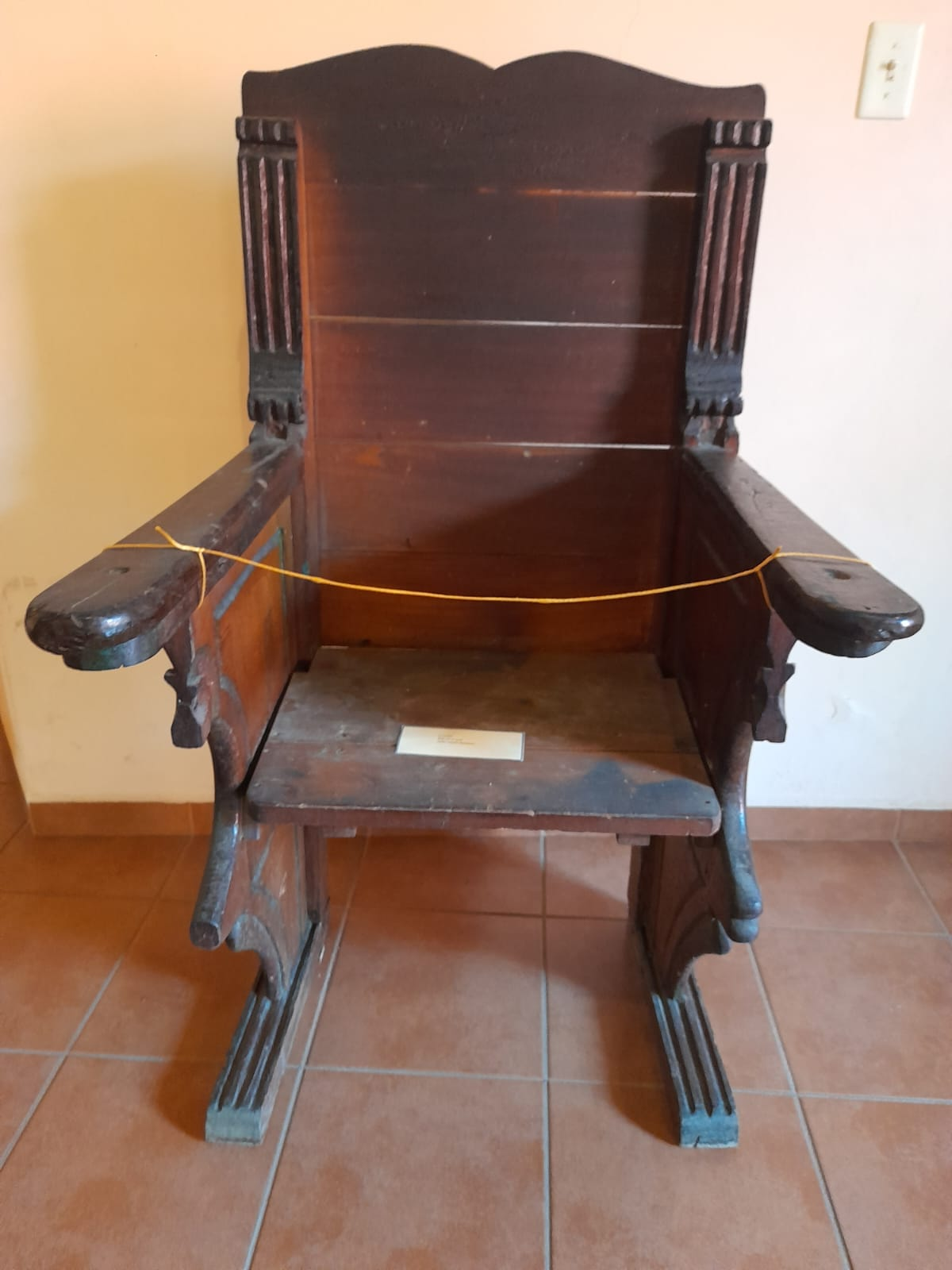
Única silla original de mediados del siglo XVIIII sobreviviente del Coro expuesta en el Museo de arte religioso.

### Antecedentes
Se dice que el coro de la Catedral de Comayagua estuvo presente al menos desde el siglo XVII, según documentos que mencionan su existencia para 1682. Es posible que para esa época, la estructura aún estaba en construcción, con varias partes cubiertas de bóvedas, pero otras por completar. Por ende podríamos decir que si bien había un coro para ese entonces este estuvo incompleto y era considerablemente más sencillo en cuanto al aspecto y ampliación que se le dio a partir del siglo XVIII. Debido a que estuvo incompleto y posiblemente poco decorado se llevaría a cabo una remodelación en la tercera fase constructiva de la catedral.

### Construcción
A partir de 1703 la el arzobispo mandaría una carta al rey Felipe V de España donde describía la situación del templo mayor de la capital de la provincia de Honduras. En dicho documento  se menciona un cierto deterioro en su estructura y la urgencia de una aprobación para la restauración y ampliación del templo, fue así como a partir de 1705 con autorización del rey de España y apoyo del papa Clemente XI la Catedral de Comayagua pasaba por su tercera etapa constructiva la cual se dio en el ya mencionado contexto donde el templo ya denotaba cierto deterioro. 
Por ello se dio el proyecto de hacer una serie de esfuerzos para remodelación y daría inicio a una nueva fachada y la creación de una serie de nuevos elementos decorativos. De esta forma se fue llenando al templo de una mayor fastuosidad arquitectónica dentro y fuera de este. A partir de entonces con el esfuerzo de albañiles y ebanistas se lleno de nuevos altares, pilares, y se terminó de dar la forma que posee. En los interiores se instalaría el nuevo Coro el cual  estaba situado en la entrada enfrente del Altar Mayor justo en la nave central y poseía una forma trilobada en sus gradas parecida a la que tienen las gradas del actual Presbiterio.

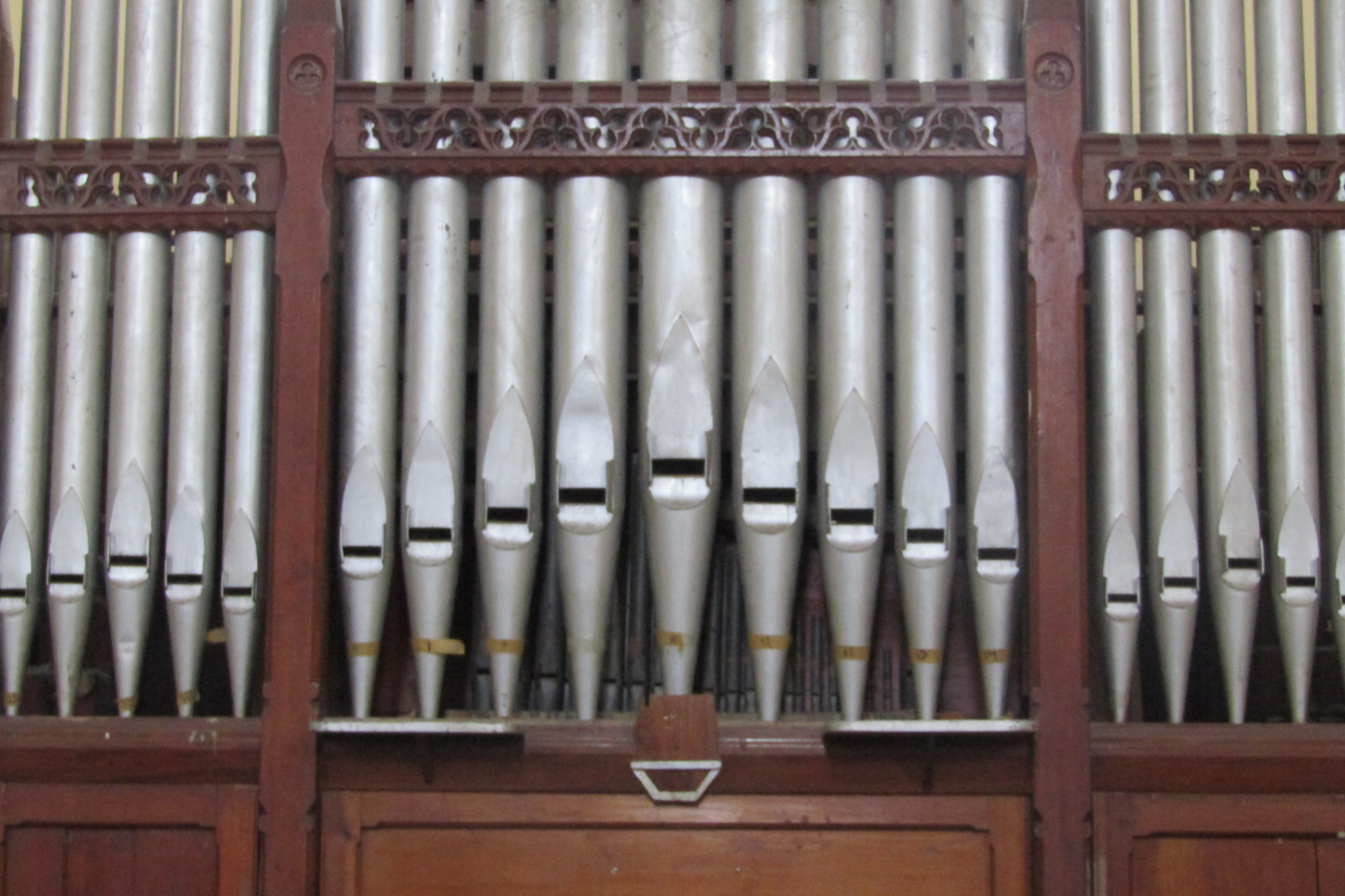
Pipas del Órgano que originalmente formo parte del Coro a partir del.

El coro estaba conformado por 33 sillas y tres paredes que lo recubrían todo las cuales estaban talladas en Caoba con diseños barrocos y renacentistas. Los muros de los lados poseían sus respectivas puertas de acceso con gradas que comunicaban el Coro con la nave central. Para 1774 este sufrió daños a causa del terremoto que se dio ese mismo año lo cual hizo que reemplazaran varias sillas por unas de estilo Neo clásico. A pesar del saqueo del templo durante la guerra civil centroamericana el coro sobreviviría intacto a este y siendo un elemento característico del edificio. A partir de 1887 fue instaurado el órgano de la catedral el cual al inicio este fue instalado en el coro funcionando dentro de este varias décadas en la parte superior en el mismo mezzanine que poseía este lo cual daba un aspecto completamente diferente al interior de la iglesia a inicios del siglo XX.

### Demolición

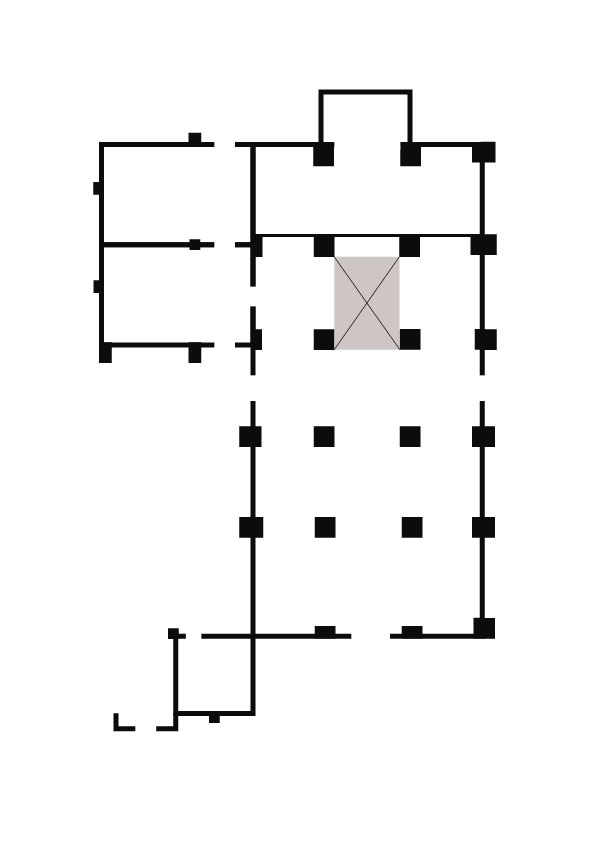
Posición de donde estuvo situado en el templo.

Los objetivos de su demolición no están del todo claros, pero para los años 20 se reportaba que no se podía ver el retablo mayor del templo apenas entrar por la puerta principal ni por la del costado ya que se interponía el frontal y el muro lateral  del coro el cual tapaba a la vista. Este podría ser uno de los motivos para su desmantelamiento, además que al estar ubicado entre los cuatro primeros pilares de la catedral este consumía un considerable tamaño que podría estar ocupado con sillas para los oyentes. 
También puede deberse a que el coro ya estuviera en muy mal estado esto cambiando con los factores ya mencionados se dio inicio a su eventual demolición completa.También puede deberse a que el coro ya estuviera en muy mal estado esto cambiando con los factores ya mencionados se dio inicio a su eventual demolición completa. La demolición del coro se dio entre 1928 y 1930 bajo la supervisión del párroco de la catedral, el canónigo Don José Hermogenes Zúñiga Idiáquez. Se comenzó demoliendo los m uros y el órgano fue llevado a un entablado de madera que se posicionaba arriba de la puerta del templo. Fue removido el terraplén del piso hasta dejarlo como había sido cuando la catedral estaba en su primera fase de construcción.

### Redescubrimento

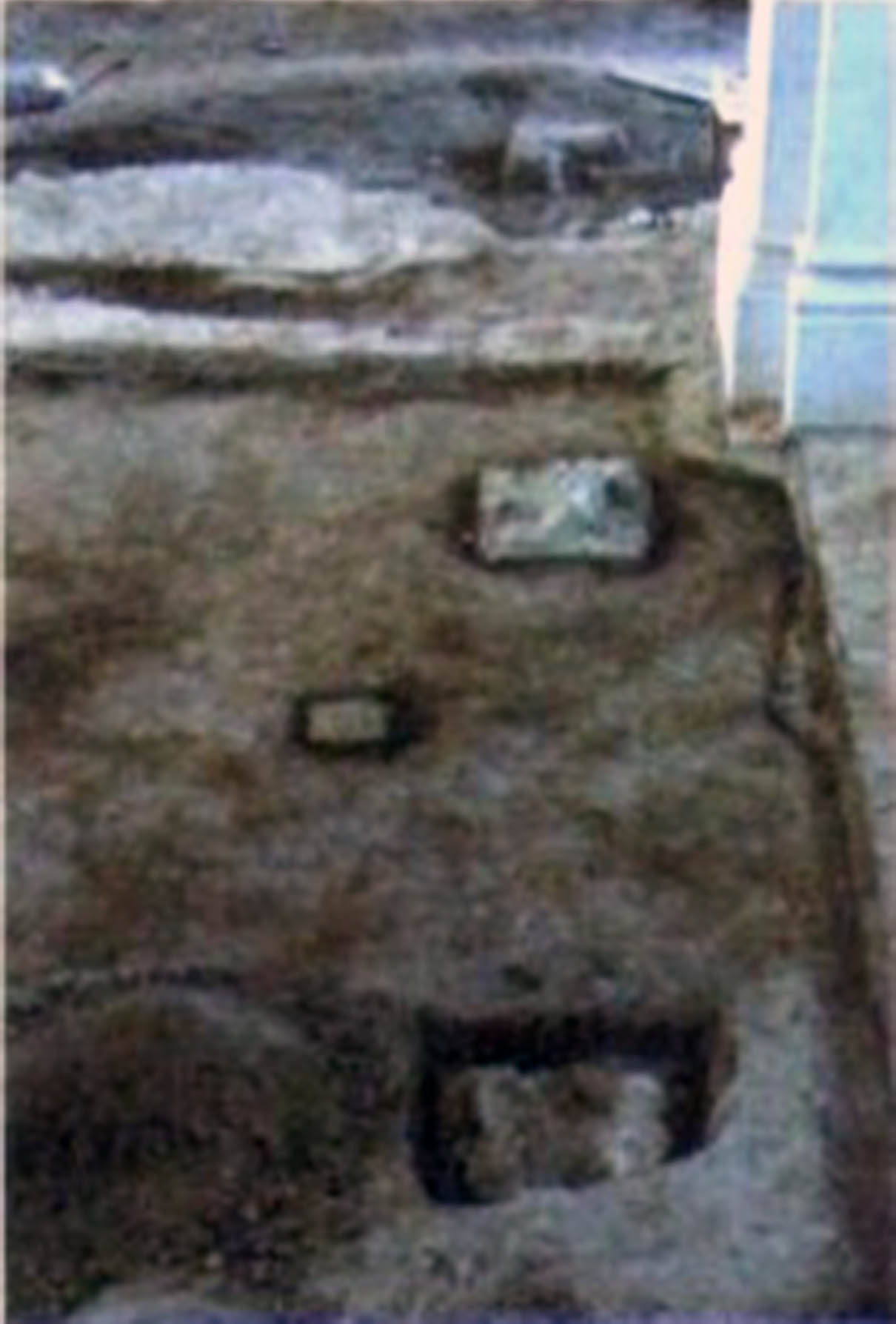
Cimientos del Coro encontrados durante la restauración del templo

Pasaría poco más de 70 años hasta que gracias a las intervenciones de restauración de los monumentos religioso de la ciudad que se daría inicio a un proceso de restauración e intervención arqueológica dentro de la catedral a inicios de los años 2000 que ayudaría a descifrar ciertos misterios en cuanto a los procesos de construcción del templo. Esto se daría en el marco de cuando la alcaldía tomó el proyecto de restauración de los edificios históricos de la ciudad.  
Durante dichos trabajos de restauración al levantar el piso se encontró los cimientos de este. Fue ahí cuando se confirmó que su fecha de construcción fue en algún punto entre 1705-1711, periodo de la última etapa constructiva del templo. Muy poco material visual existe de este Coro, pero se dio a entender que fue un elemento arquitectónico muy distintivo y único en Honduras que debido a la poca importancia a los elementos históricos como la poca atención y cuidado que poseyó el patrimonio de la ciudad este fue retirado y actualmente solo se ha podido conservar una silla.

## Teorías
La razones de su demolición nunca han estado muy claras por la falta de documentación, por ende las teorías sobre ella han sido variadas. Como se mencionó anteriormente existe muy poco material fotográfico o ilustrativo que nos enseñe como lucía en su totalidad con exactitud. Se podría decir que es muy posible que para 1927 este ya mostrase un deterioro notable producto del pasar del tiempo y una falta de mantenimiento adecuado por parte de las autoridades eclesiásticas y el estado, puede que para el momento en que se demolió ya denotase un aspecto ruinoso o deteriorado en comparativo con décadas o hasta siglos anteriores donde resalto por su exquisito decorado Barroco y neo clásico. Por ende, las autoridades para no gastar tiempo en recursos y reparaciones costosas de piezas de madera datadas del siglo XVIII tallado en Caoba, cual era un desafío para la época más en un periodo de recesión económica que atravesaba el país se tomó la decisión de removerlo completamente.
Además de los factores mencionados anteriormente y el hecho que debido a su posición y tamaño este afectase el espacio, la luz natural, y la estética del interior de la catedral. El removerlo habría permitido crear un ambiente más luminoso, acogedor, y funcional para la congregación y hacer un mayor espacio para albergar a más creyentes. Una vez tomado en cuenta esto se daría luz verde para el proceso de demolición. Acorde las pocas descripciones que han sido recolectadas, su aspecto sería muy similar al de varios coros de las catedrales españolas, pero a una escala mucho menor. La única silla sobreviviente está en el Museo de arte religioso su estilo puede dar una imagen de cómo pudo ser la sillería coral entera.